# Mossberg Maverick 88
Maverick 88 — це помпова рушниця, що виробляється компанією OF Mossberg & Sons. Модель Maverick 88 практично ідентична Mossberg 500. Maverick 88 оснащені чорним синтетичним прикладом і передпліччям, в деяких моделях для полювання доступні змінні чоки і запобіжником із поперечним затвором. Більшість аксесуарів, які не стосуються ударно-спускового механізму і цівки (у зв'язку в з тим що цівка прикльопана до тяг, можливо встановлення тяг і цівки для Mossberg 500), є взаємозамінними з Mossberg 500.

## Огляд
Лінійка рушниць Maverick збирається в Eagle Pass, штат Техас, з використанням деталей, вироблених за межами США, в основному в Мексиці, що сприяє нижчій ціні в порівнянні з рушницями серії Mossberg 500.
Ударно-спускові механізми не сумісні між моделями Maverick 88 і Mossberg 500 через специфічний запобіжник на Mossberg 500, але більшість інших деталей, включаючи стволи, приклади та магазини, взаємозамінні (ствол і магазини повинні бути однакової довжини). Додатково Maverick не оснащуються кріпленнями для ременя, на прикладі є отвір з різьбою для установки антабок
Дробовики Maverick 88 мають запобіжник із поперечним затвором, встановлений на спусковій скобі.
Ранні моделі 88 були оснащені однією направляючою рейкою, але в 1990 році вона була оновлена до подвійної направляючої. Крім того, кришка ствольної коробки Maverick 88 не має попередньо підготовлених отворів для встановлення планки Weaver.
Maverick 88 на заводі оброблені лише сталевим воронінням, на відміну від Mossberg 500, які мають заводські варіанти вороненого, нікельованого або паркеризованого (ствол/магазин).

Підствольний магазин 88-х вміщує 5 патронів(+1 в патроннику), через технічні обмеження розширення магазина неможливе без механічної обробки. Моделі Security мають місткість 6 в трубі зі стволом 18,5 дюймів, 7 зі стволом 20 дюймів.
Універсальні моделі(All purpose) поставляються з фабрики з чорним синтетичним прикладом і цівкою.

## Варіанти
Модель Maverick 91 (знято з виробництва)